# Cristina Mondadori
Cristina Mondadori, detta Pucci (Milano, 14 marzo 1934 – Milano, 7 giugno 2015), è stata un'editrice, cardiologa e psichiatra italiana.

## Biografia
Figlia di Arnoldo Mondadori, fondatore dell'omonima casa editrice, e di Andreina Monicelli; sorella di Alberto (1914-1976), Giorgio (1917-2009) e Laura (detta Mimma, 1924-1991); moglie di Mario Formenton, è la madre di Luca Formenton.
Dopo aver collaborato all'azienda editoriale di famiglia, si laureò in medicina, specializzandosi prima in cardiologia, poi in psicoterapia infantile. Impegnata anche nel sociale, creò la Fondazione Benedetta d'Intino, per la quale ottenne l'Ambrogino d'oro.